# Последовательность с низким расхождением
Последовательность с низким расхождением — это последовательность, обладающая тем свойством, что при всех значениях {\displaystyle n} её подпоследовательность {\displaystyle s_{1},...,s_{n}} имеет низкое расхождение.
Грубо говоря, расхождение последовательности невелико, если доля её элементов, попадающих в произвольное множество {\displaystyle B}, близка к тому, чтобы быть пропорциональной мере множества {\displaystyle B}, как это происходило бы в среднем (но не для конкретных выборок) в случае равномерно распределённой последовательности. Конкретные определения расхождения различаются в зависимости от выбора множества {\displaystyle B} (гиперсферы, гиперкуба и т.д.), а также от того, как это расхождение вычислено (обычно нормализовано) и скомбинировано (обычно путём взятия наихудшего значения) для каждого множества {\displaystyle B}.
Последовательности с низким расхождением также называются квазислучайными последовательностями из-за их общего использования в качестве замены равномерно распределенных случайных чисел. Префикс "квази" используется для более чёткого обозначения того, что значения последовательности с низким расхождением не являются ни случайными, ни псевдослучайными. Но, в то же время, такие последовательности обладают некоторыми свойствами случайных величин, и в определённых приложениях, таких как метод квази-Монте-Карло, их низкое расхождение является важным преимуществом.

## Некоторые приложения
Квазислучайные числа имеют преимущество перед чисто случайными числами в том, что они быстро и равномерно охватывают интересующую область.
Одно из полезных приложений состоит в нахождении характеристической функции для плотности вероятности. Квазислучайные числа позволяют достаточно быстро вычислять  с высокой точностью моменты произвольных порядков. Приложения, не включающие сортировку, могут быть использованы для нахождения среднего значения, стандартного отклонения, асимметрии и эксцесса статистических распределений, для нахождения интегралов, а также глобальных максимумов и минимумов сложных детерминированных функций. Квазислучайные числа также могут использоваться для обеспечения начальных точек для детерминированных алгоритмов, которые работают только локально, таких как итерация Ньютона–Рафсона.
Квазислучайные числа также могут быть использованы в алгоритмах поиска и сортировки. С помощью алгоритмов поиска квазислучайные числа могут быть использованы в статистике для нахождения моды, медианы, доверительных интервалов и функций распределения.